# Municipio de Winfield (Iowa)
El municipio de Winfield (en inglés: Winfield Township) es un municipio ubicado en el condado de Scott en el estado estadounidense de Iowa. En el año 2010 tenía una población de 1693 habitantes y una densidad poblacional de 19,93 personas por km².

## Geografía
El municipio de Winfield se encuentra ubicado en las coordenadas 41°42′36″N 90°35′56″O / 41.71000, -90.59889. Según la Oficina del Censo de los Estados Unidos, el municipio tiene una superficie total de 84.96 km², de la cual 84,93 km² corresponden a tierra firme y (0,04 %) 0,04 km² es agua.

## Demografía
Según el censo de 2010, había 1693 personas residiendo en el municipio de Winfield. La densidad de población era de 19,93 hab./km². De los 1693 habitantes, el municipio de Winfield estaba compuesto por el 98,17 % blancos, el 0,24 % eran afroamericanos, el 0,12 % eran asiáticos, el 0,12 % eran isleños del Pacífico, el 0,24 % eran de otras razas y el 1,12 % eran de una mezcla de razas. Del total de la población el 1,95 % eran hispanos o latinos de cualquier raza.